# Rossio
Le Rossio est le nom historique de la place Don Pedro IV (en portugais : Praça de D. Pedro IV) à Lisbonne au Portugal.

## Situation et accès
Elle est située dans la partie basse (Baixa) de la vieille ville de Lisbonne au Portugal. Son importance remonte au Moyen Âge et elle a été le théâtre de nombreuses célébrations, ainsi que de révoltes populaires et exécutions publiques. Située dans un quartier commerçant, elle est aujourd'hui un lieu très fréquenté par les Lisboètes et les touristes.

## Origine du nom
Elle rend hommage à Pierre IV, roi de Portugal et premier empereur du Brésil (sous le nom de Pierre Ier) dont la statue en bronze surmonte une colonne dressée au centre de la place.

## Historique
Ce serait sur cette place que, le 25 avril 1974, Céleste Caeiro, une employée de restaurant, aurait offert des œillets rouges aux soldats présents, insurgés contre la dictature salazariste. Ces fleurs, immédiatement adoptées par la population de Lisbonne puis du Portugal sont devenues l'emblème de la Révolution du 25 avril.
Sur cette place également, avait été brûlé le corps d'un nouveau chrétien pour avoir douté d'un miracle au monastère de São Domingos, le dimanche 19 avril 1506 - acte marquant le début du massacre de Lisbonne.

## Bâtiments remarquables et lieux de mémoire

### Fontaines
Deux fontaines baroques monumentales identiques ont été installées, en 1889, de part et d'autre du Monument à Pierre IV. Elles ont été coulées à la fonderie du Val d'Osne en France. Les statues qui ornent les fontaines - créées par le sculpteur français Mathurin Moreau et  agencées par Michel Joseph Liénard - représentent des personnages de la mythologie grecque. L'éclairage nocturne met en valeur l'ensemble.

### Théâtre National

Le Rossio
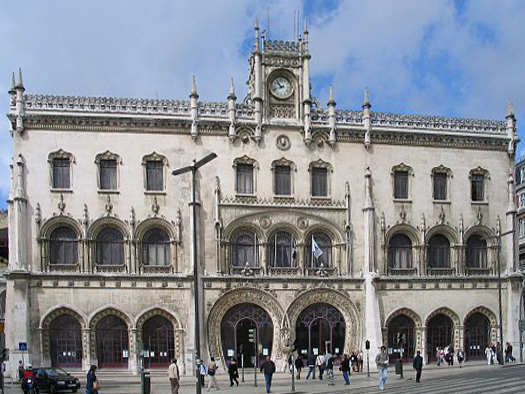
La gare du Rossio
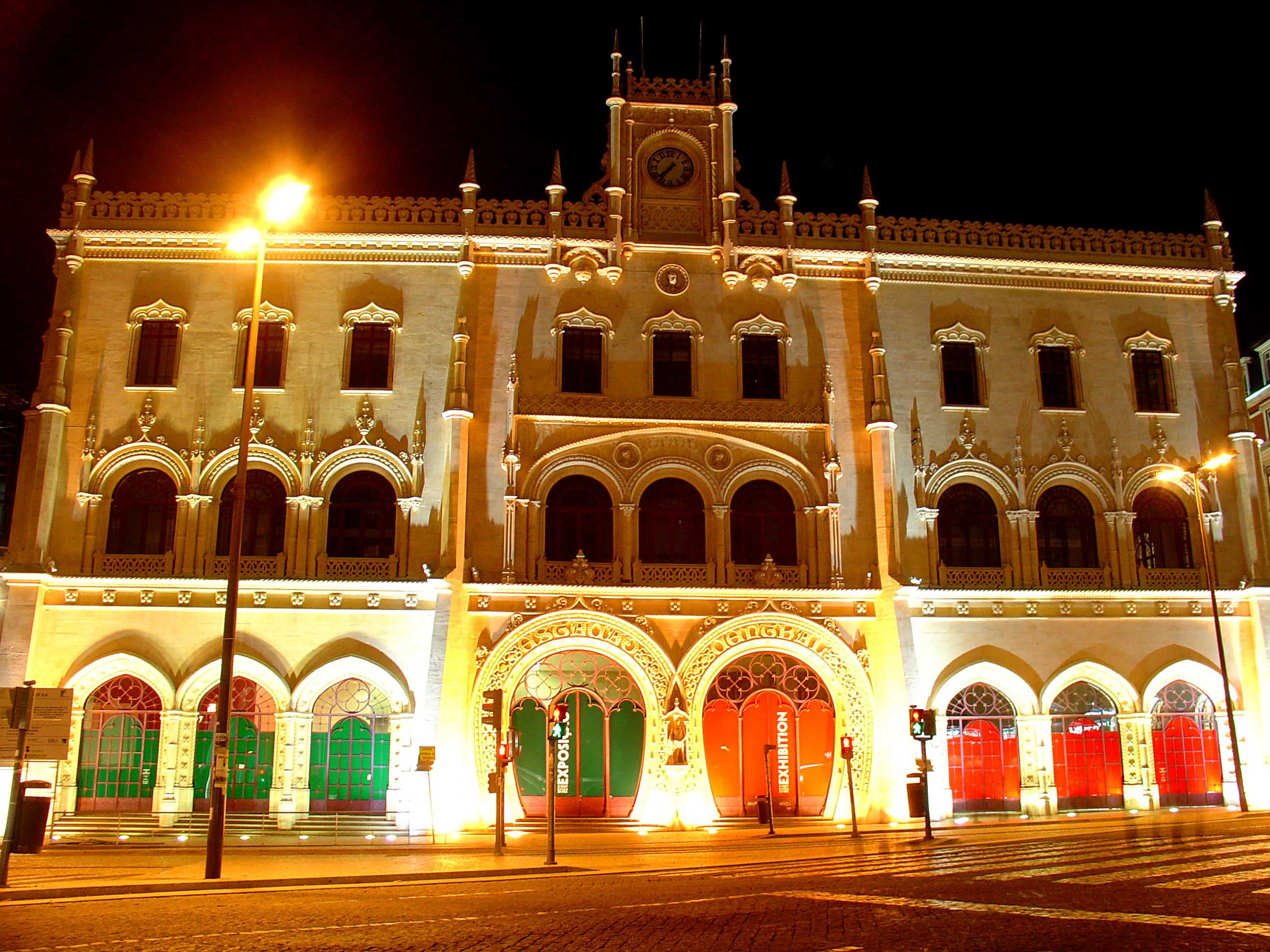
La gare du Rossio de nuit
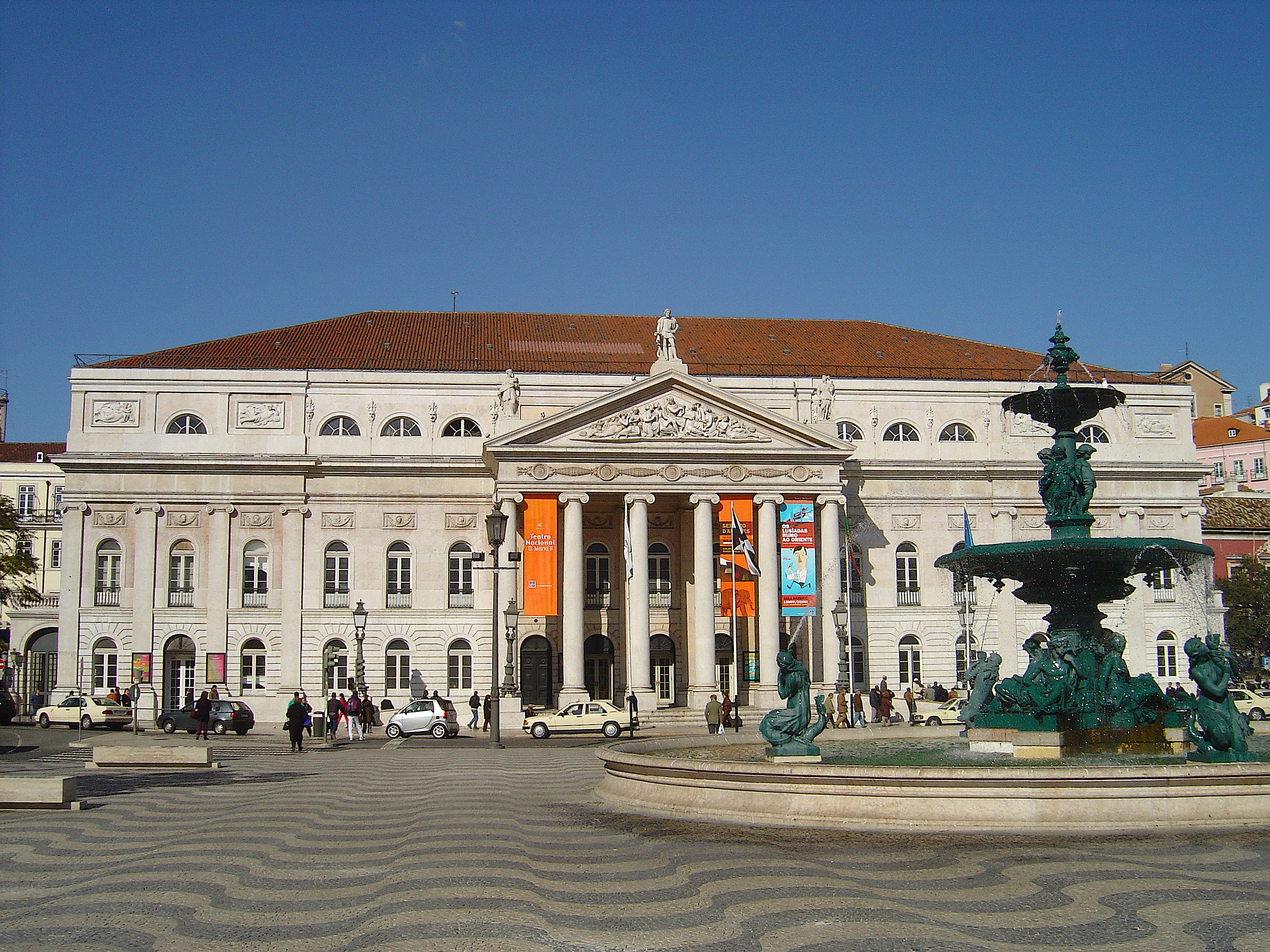
Le théâtre D. Maria II sur la place
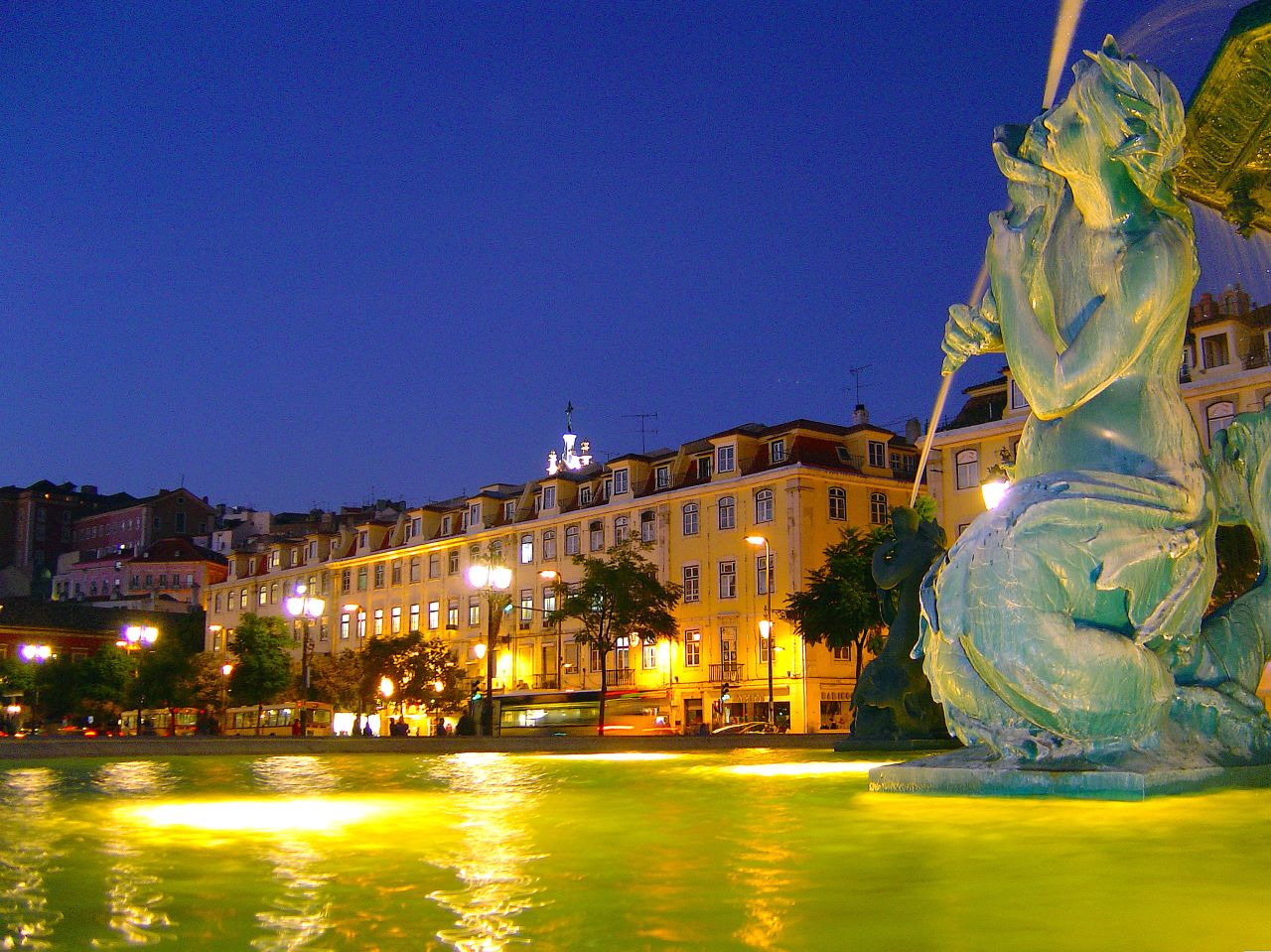
Détail de l'une des deux fontaines sur le Rossio
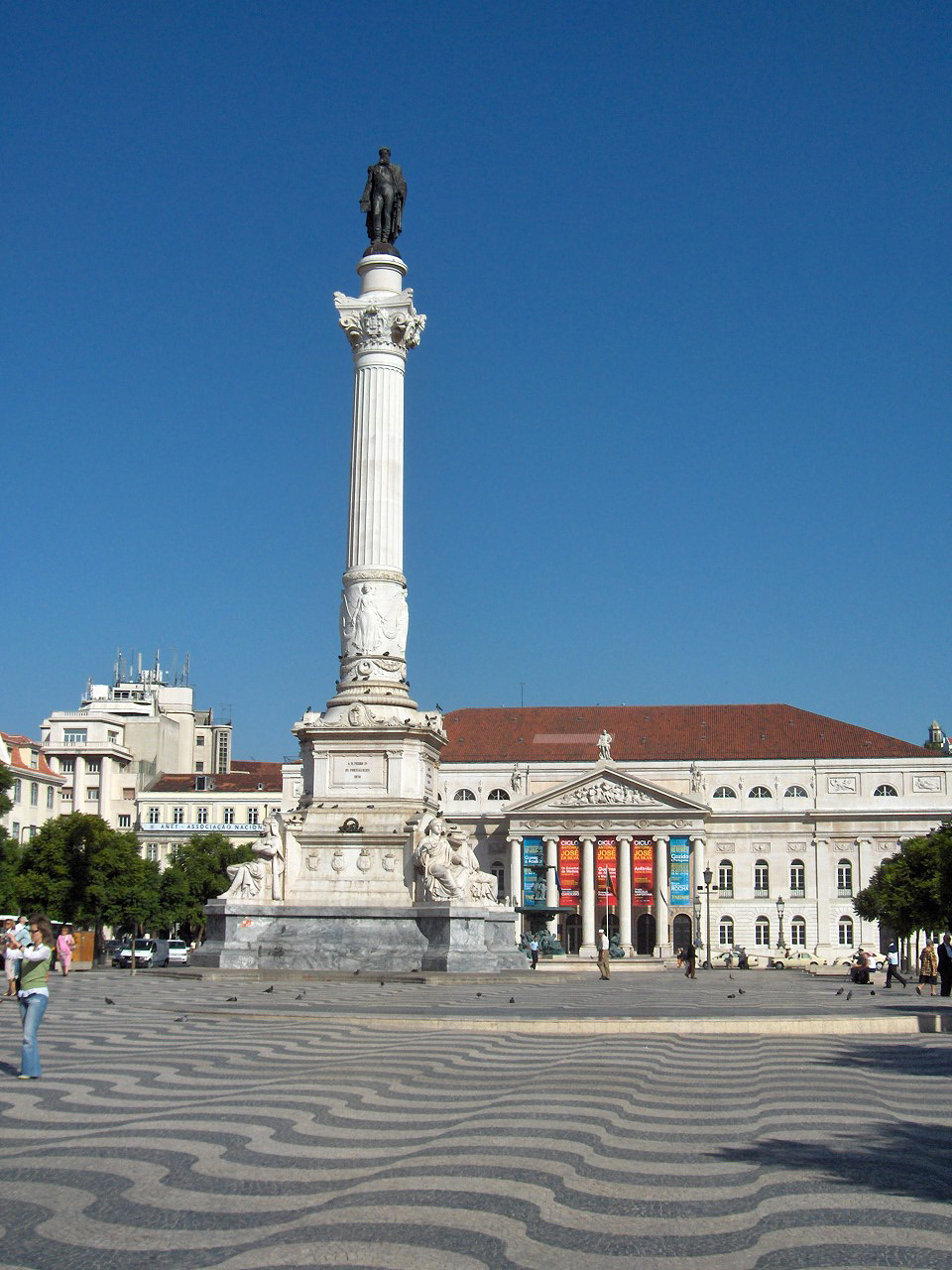
Statue de D. Pedro IV
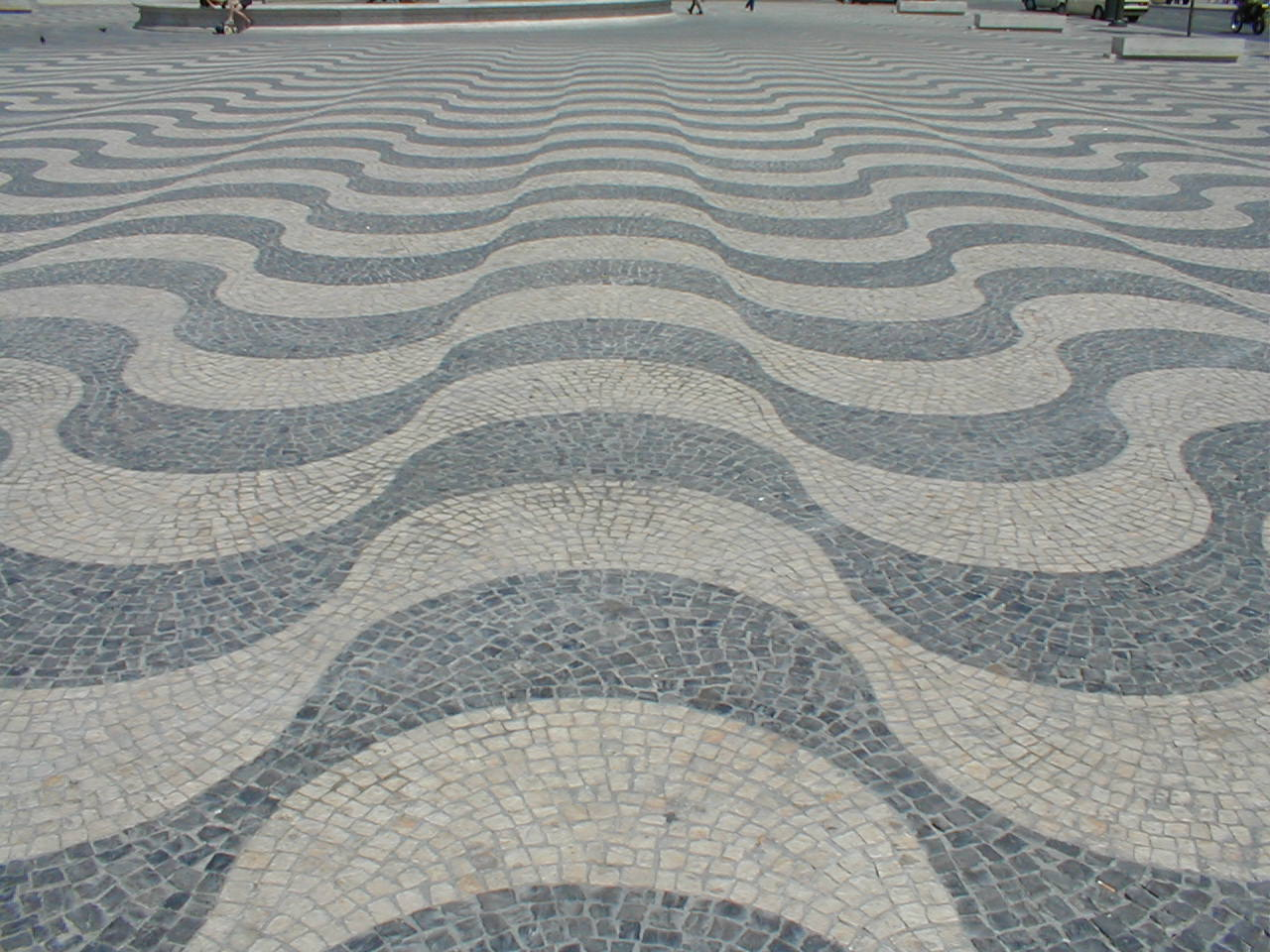
Détail des motifs au sol